# 半鞭毛蟲
半鞭毛蟲（Hemimastigophora）是一類單細胞真核生物，目前認為此支序為多貌生物的姊妹群。

## 分類學
本支序於1988年由Foissner等人建立的一個門級分類元，其下僅有Spironemidae一科。當時該支序於分類樹上的位置仍不清楚，認為其與眼虫门（Euglenozoa）為近親。但後續的研究則認為其應該比較接近SAR超類群（包含囊泡虫類、無根蟲、弯单胞虫）。
2018年發表的論文根據其新發現的物種（Hemimastix kukwesjijk），認為本支序應該是屬於真核生物域下的一個總界級的高階分類元 。